# Павлов, Игорь Валентинович
Игорь Валентинович Павлов (латыш. Igors Pavlovs; род. 1 января 1965, Липецк) — советский и латвийский хоккеист, нападающий. Мастер спорта СССР международного класса. Тренер.

## Биография
Воспитанник липецкого хоккея. В сезонах 1981/82 — 1983/84 — в молодёжном составе московского «Динамо». В сезоне 1984/85 дебютировал в первенстве СССР в составе команду первой лиги «Динамо» Харьков. Со следующего сезона — в команде высшей лиги «Динамо» Рига, за которую отыграл семь сезонов. Выступал за немецкий клубы «Ландсберг» (1992/93 — 1997/98, 1999/2000), «Фрайбург» (1998/99), «Ревирлёвен Оберхаузен» (2000/01)
Играл за сборную Латвии в тройке с Олегом Знарком и Харийсом Витолиньшем.
Тренер клуба «Ревирлёвен Оберхаузен» (2001/02). Тренер (2002/03 — 2003/04) и главный тренер (2004/05, 2006/07) клуба «Фиштаун Пингвинз». Главный тренер клубов «Айсберен Регенсбург» (2007/08), «Крефельд Пингвин» (2008/09), «Кёльнер Хайе» (2009). Перед сезоном 2010/11 вошел в тренерский штаб команды КХЛ «Сибирь». С 17 октября — главный тренер московского «Спартака». 30 ноября было объявлено, что в связи с обострением бронхита в тяжёлой форме Павлов вынужден пройти двухнедельный курс лечения. Исполняющим обязанности главного тренера стал генеральный менеджер клуба Андрей Яковенко; Павлов в клуб не вернулся.
С 1 февраля 2011 года до конца сезона — главный тренер швейцарского клуба «Рапперсвиль-Йона Лейкерс». Главный тренер немецких клубов «Ганновер Скорпионс» (2012/13), «Хайльброннер Фалькен» (ноябрь 2013 — декабрь 2014), «Айсберен Регенсбург» (январь 2017 — ноябрь 2019). Спортивный директор клуба «Айсберен Регенсбург» (2019).
Лучший тренер года в Германии (2006, 2007).